# Gryts landskommun, Skåne
Gryts landskommun var en tidigare kommun i dåvarande Kristianstads län.

## Administrativ historik
Kommunen bildades i Gryts socken i Östra Göinge härad i Skåne när 1862 års kommunalförordningar trädde i kraft. 
Vid kommunreformen 1952 uppgick kommunen i Knislinge landskommun som 1974 uppgick i Östra Göinge kommun.